# Oestrus (chi ruồi)
Oestrus là một chi bọ cánh cứng trong họ Oestridae. Chi này gồm loài Oestrus ovis Linnaeus, 1758) là loài gây hại lớn cho ngành nuôi cừu ở Úc. Có khoảng 34 loài trong chi.

## Hình ảnh

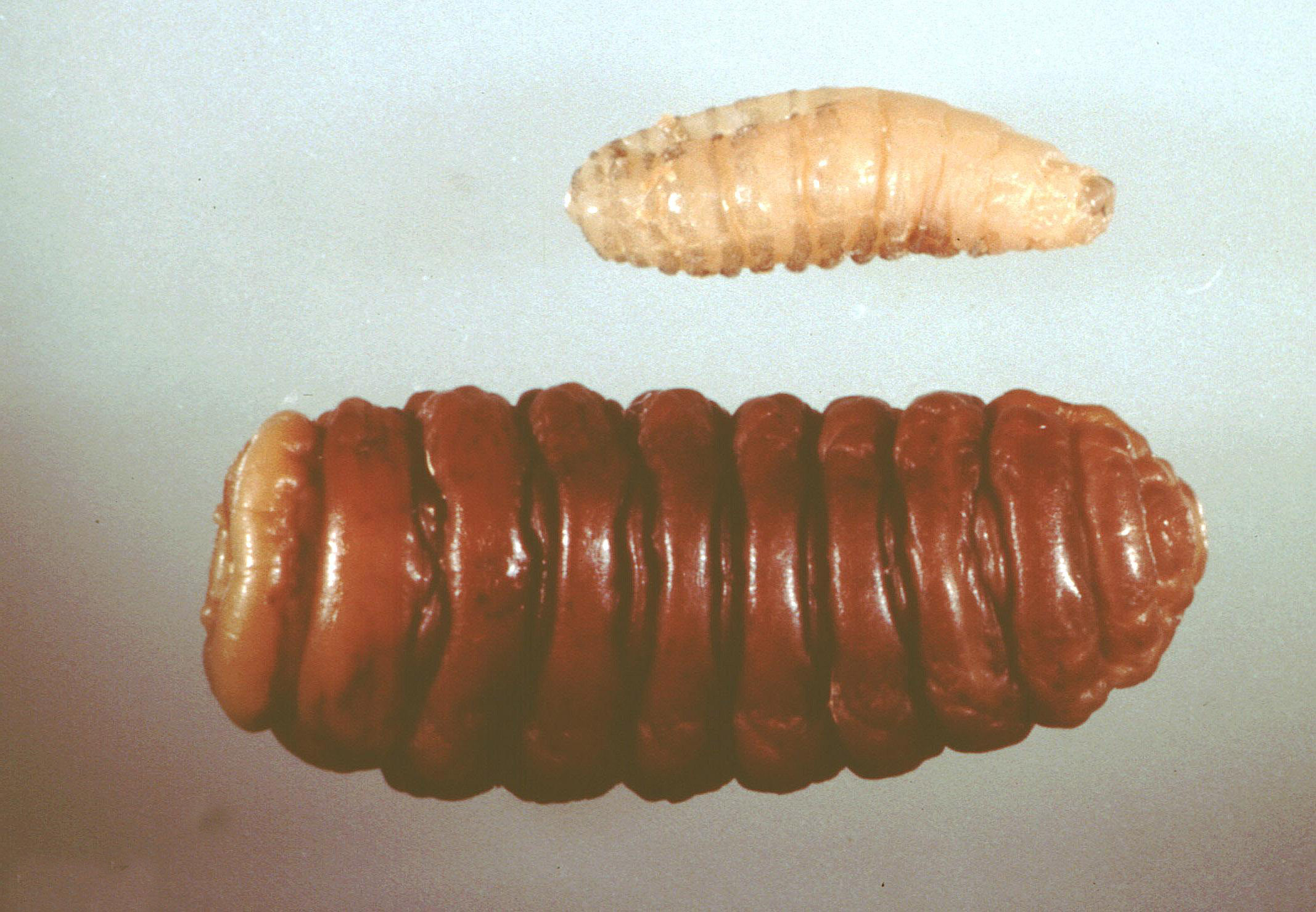

## Các loài
Chi: Oestrus Linnaeus, 1758
- Oestrus ovis Linnaeus 1758